# Nébuleuse en émission

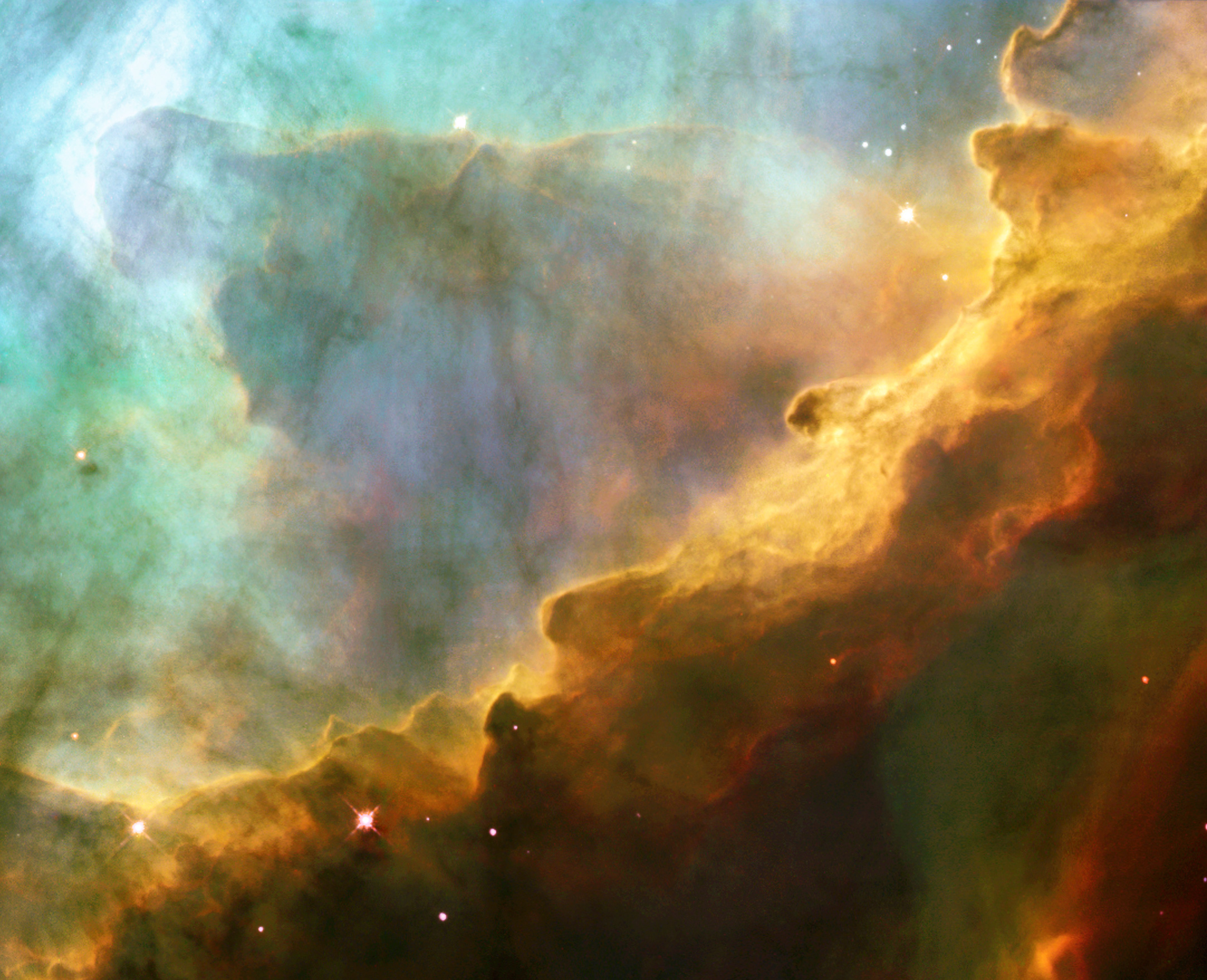
La nébuleuse du Cygne (M17).

En astronomie, les nébuleuses en émission sont des nuages de gaz ionisé dans le milieu interstellaire qui absorbent la lumière d'une étoile chaude proche et la réémettent sous forme de couleurs variées à des énergies plus basses.

## Physico-chimie
L'ionisation est en général produite par les photons à grande énergie émis par une étoile jeune et chaude se trouvant à proximité ; par exemple le rayonnement UV d'une étoile de type OB. Habituellement, une jeune étoile ionisera une partie du nuage qui l'a engendrée, mais seules les étoiles massives et chaudes peuvent fournir la quantité d'énergie exigée pour ioniser une partie significative d'un nuage interstellaire. Souvent, un amas entier de jeunes étoiles effectue le travail. Cette ionisation échauffe le milieu interstellaire environnant ; la température typique est aux alentours de 10 000  K mais dépend de la composition et de la densité du milieu.
La couleur des nébuleuses dépend de leur composition chimique et de l'intensité de leur ionisation. Beaucoup de nébuleuses en émission sont à dominante rouge, la couleur de la raie de l'hydrogène alpha à 656,3 nanomètres de longueur d'onde, en raison de la forte présence d'hydrogène dans les gaz interstellaires et de son potentiel d'ionisation relativement bas. Si l'ionisation est plus intense, d'autres éléments peuvent être ionisés et les nébuleuses peuvent émettre non seulement dans d'autres nuances de rouge (soufre II à 671,9 et 673,0 nm), mais aussi dans le vert (oxygène III à 495,9 et 500,7 nm) et dans le bleu (hydrogène bêta à 486,1 nm). Ainsi, en examinant le spectre des nébuleuses, les astronomes peuvent déduire leur composition chimique. La plupart des nébuleuses en émission sont formées d'environ 90 % d'hydrogène, le reste étant de l'hélium, de l'oxygène, de l'azote et d'autres éléments.

## Classification des nébuleuses en émission
On peut classer les nébuleuses en émission en quatre catégories.

### Les régions HII
Régions d'activité intense où se forment les étoiles, la nébuleuse d'Orion (M42), la nébuleuse de la Carène (NGC 3372) et la nébuleuse de la Tarentule (NGC 2070, dans le Grand Nuage de Magellan) figurent parmi les spécimens les plus remarquables pour un observateur terrestre.

### Les nébuleuses planétaires
Parmi les plus célèbres, citons la nébuleuse de l'Haltère (M27), l'Anneau de la Lyre (M57) ou encore l'Œil de Chat (NGC 6543).

### Les rémanents de supernova
Citons les Dentelles du Cygne et la nébuleuse du Crabe (M1).

### Les bulles de Wolf-Rayet
Les bulles de Wolf-Rayet entourent des étoiles de type Wolf-Rayet. Celles-ci, qui sont particulièrement actives, émettent de grandes quantités de gaz, à la suite de réactions thermo-nucléaires en leur cœur.
Peu fréquentes, certaines d'entre elles demeurent relativement accessibles, comme NGC 2359, la nébuleuse du casque de Thor, et NGC 6888, la nébuleuse du Croissant.